# Устройства за излитане и кацане на летателни апарати
Устройствата за излитане и кацане на летателните апарати са системи, елемент от конструкцията им, които включват всички устройства, работещи съвместно с колесника, и които обезпечават необходимите условия за тяхното движение върху земната повърхност, рулиране, излитане и приземяване. 
Тази съвкупност от технически средства е популярна още с наименованието ходова част, шаси (на френски: châssis) или колесник, макар последното да се отнася само за един елемент от цялата система. Тези устройства са изпълнени с най-разнообразни конструктивни решения и технически се определят в зависимост от габаритите и предназначението на летателния апарат, както и от летателната площадка и нейното физическо състояние – мека почва, твърда земна повърхност, заснежена повърхност, асфалт или бетон и водна повърхност.
В повече от 100-годишната история на авиацията тези устройства се променят, усъвършенстват и позволяват построяването на по-тежки, по-скоростни летателни апарати, с по-добри аеродинамични характеристики и по-висока икономическа ефективност при експлоатацията им. Това е първото, което се вижда в исторически план – от първия самолет Флайер I на братя Райт, който за излитане и кацане има една дървена ска, до многото стойки на колесника и десетките колела на самолета Антонов Ан-225 Мрия.

## Предназначение
Устройствата за излитане и кацане от земната повърхност включват сложен комплекс от механизми, хидравлични елементи и тяхното управление и силови елементи в конструкцията на центроплана или фюзелажа. Те обезпечават рулиране, излитане и кацане от летателни площадки върху грунд, специално покрити летателни полоси (писти) или заснежена повърхност и вода. С тях трябва да се удовлетворяват едни от основните летателни характеристики – неголеми скорости при излитане и кацане, малки дистанции за засилване и пробег и добра устойчивост и управляемост по време на рулирането. 
Ходовата част е сравнително тежка. Тя представлява обикновено от 4 – 5% от общото тегло на летателния апарат, но може да достигне и до 7%.
Конструктивно тези устройства са изградени така, че да не влошават, а да позволяват най-пълното използване на аеродинамичните характеристики на летателния апарат по време на полет. При рулиране, при излитане или кацане тези устройства трябва да съкращават дистанциите и скоростите, и в същото време със здравината си да обезпечават надеждността за експлоатация на летателния апарат при голямо натоварване в трите основни режими на ползване. Стойките на опорите на устройството, популярно наричани колесник, трябва чрез конструкцията си да разпределят нормалния натиск върху по-големи площи (например с широки гуми и колички с повече колела) и сложна система за акумулиране на енергията при кацането и нейното разпределение по цялата силова схема на летателния апарат. По време на полет колесниците в съвременните самолети са сгъваеми (във фюзелажа, мотогондолите или крилата), като с това значително се намалява челното съпротивление и се подобряват скоростните и експлоатационните характеристики на летателните апарати. На неприбираемите колесници в самолетите до 40-те години на ХХ век за тези цел са поставяни специални обтекатели.
Видно е, че устройствата за излитане и кацане трябва да удовлетворяват следните изисквания: 
- Да осигурят придвижването на летателните апарати по повърхността на земята или водата и за поддържането им в състояние на покой.
- Да осигуряват устойчиво засилване при излитане с доста висока скорост и маса, особено необходимо за съвременните реактивни самолети.
- Да осигурят поглъщане и разсейване на кинетичната енергия при кацане без опасност за конструкцията на летателния апарат. Това изискване налага използването на пневматични колела със здрава конструкция, пружини и амортизатори позволяващи многократно претоварване и високоефективна спирачна система.

## Видове
Различават се няколко вида устройства за излитане и кацане. Класификацията им се определя от техническите и конструктивните решения, обусловени от предназначението на летателния апарат, неговите скоростни характеристики и характеристиките на условията, при които се използва. Разделянето на видовете може да се направи както от броя на основните опори (стойки) на летателния апарат, така и от използваните средства осъществяващи начина за непосредствено придвижване по повърхността на земята.

### Колесници
Най-масовите летателни апарати, които излитат и кацат върху твърда земна повърхност използват колесници. Технически това се решава с три основни схеми – две схеми реализирани с колесник по т. нар. триопорна система и трета основна схема наречена двуопорна система, реализирана също с колесник. 

#### Триопорна схема
Това е най-разпространената схема, използвана още от зората на самолетостроенето. Използва се в самолети, хеликоптери и автожири. Към устройствата по тази схема се предявяват изключително строги изисквания поради сложността им, високите натоварвания и сложната кинематическа схема, особено в съвременните самолети. Колесниците са най-разпространените и най-използваните устройства за излитане и кацане въпреки голямото разнообразие от летателни апарати.
Тяхната конструкция от свързани елементи трябва да работи изключително надеждно. По време на експлоатация те се натоварват от различни по големина и посока сили при придвижването по земята, засилването и кацането. Статичното натоварване е основното не само в покой, но и при движение на летателния апарат. При движение по повърхността на летателното поле от неравности могат да възникнат силни единични ударни натоварвания, които амортизационната стойка трябва да гаси, за да не се предават на конструкцията и да не се увеличава уморното натоварване на летателния апарат. Допълнително при развъртане на колелата при кацане, както и самия процес на кацане с използване на спирачки, е свързан с много големи действащи върху колесника сили и ускорения, които не трябва да доведат до трайни деформации или неговото разрушаване. 
Разпространени са две основни схеми на колесника – стойки като основни опори и допълнителна трета точка реализирана с носово колело или с опашно колело.
- Триопорна схема със задна опора реализирана с колесник и опашно колело. Това е първата основна схема. Използва се до края на Втората световна война. Поради простотата си понастоящем се прилага в някои евтини леки модели самолети и в такива построени от конструктори любители. Двете основни стойки се намират пред центъра на масата или близо до него. В покой върху тях действат 90% от теглото на летателния апарат. Опашната опора е изнесена далеч назад и носи около 10% от теглото на апарата [3] и затова е малка и компактна. Като пример за използване на такава схема са самолетите Лаз-7, DC-3, Junkers Ju 52/3m.
- Триопорна схема с колесник и носово колело е втората основна схема. Схемата е характерна за произвежданите самолети след Втората световна война и се използва масово в произвежданите понастоящем самолети от гражданската и военната авиация.

На базата на тези две основни класически схеми са разработени и се експлоатират летателни апарати използващи същите принципи, но с други експлоатационни качества и възможности. 
- Триопорна схема със ски. Такова устройство е предназначено основно за използване върху грунд със снежна покривка. Някои конструкции на колесници позволяват допълнително да се монтират ски към колелата на колесника. [6]
- Триопорна схема с верижен движител. Използва се верижна система монтирана към опорите. С веригите значително се намалява специфичното налягане върху земната повърхност, но верижният движител не позволява развиването на високи скорости при излитане и кацане. Освен това големите габарити на устройство от този тип влошават аеродинамичните характеристики на самолета, поради което се прилага при нискоскоростни самолети. Този вид устройство намира приложение основно при разработката на експериментални модели или за специални летателни апарати, използвани за полети при тежки климатични условия и неподготвени летателни полоси. [7]
- Многоопорна схема. Тя е развитие на триопорната схема на колесник с две основни опори, но всяка се състои от повече от една опора. Използва се при тежките транспортни самолети с маса над 200 t. [8] В този случай при многостоечните колесници две от опорите се приближават към оста на самолета за увеличаване проходимостта и разпределяне на натоварването върху летателната полоса. Възможно е поставянето на някои от опорите да лежат пред центъра на масата на летателния апарат, което значително разтоварва допълнителна предна носова опора.

#### Двуопорна схема
Двуопорната схема на устройства за излитане и кацане е третата основна схема и се нарича още велосипедна схема при ползване на колесник. Летателният апарат използва основно две опори разположени по надлъжната осова линия на фюзелажа една зад друга на почти еднакво разстояние от центъра на масата. При това задната опора е по-натоварена от двете. За стабилност при рулиране върху крилата са разположени допълнителни опори. Предната опора е управляваща. Тази схема се използва при необходимост от разполагане на значителен товар близо до центъра на масата при самолети високоплани като например бомбардировачите B-52 и Мясищев 3М, скоростни разузнавателни самолети като Локхийд U-2, бойни самолети от типа Яковлев Як 25, 27, 28, или при самолети с вертикално излитане AV-8B Harrier. 

### Други устройства за излитане и кацане
- Поплавъци – поставят се на хидроплани, предназначени за излитане и кацане върху водна повърхност. Основно се използват два поплавъка, но се използва и един основен поплавък и два помощни поплавъка монтирани на крилата.
- Летяща лодка. Конструкцията на фюзелажа е изпълнена с формата на плавателен съд и при рулиране, излитане или приводняване фюзелажа е потопен във водата като плавателен съд. Тази конструкция се използва при тежки многомоторни пътнически и транспортни самолети.
- Самолет амфибия. Амфибията е летяща лодка с допълнително поставени сгъваеми колесници. Такова конструктивно решение позволява самолета да излита и каца от летателни площадки разположени върху грунд или водна повърхност. Прибираемият колесник не променя формата на профила на фюзелажа, като с това не се влошават плавателните и аеродинамични качества на амфибията.[10]
- Стартови установки. Използват се за пуск на ракети и безпилотни летателни апарати. Много рядко се използва като средство за излитане и кацане на пилотирани летателни апарати. [11]
- Други специализирани устройства. Към тази група може да се причислят устройствата за вертикално излитащи летателни апарати. [12] Нестандартна разновидност на устройство за излитане и кацане е използваната шейна от два плаза при хеликоптерите. Конструкцията наподобява поплавъците при хидропланите, но в този вид се прилага поради нулевата хоризонтална скорост на летателния апарат при излитане и кацане. Тънката метална рамка не влошава аеродинамиката на хеликоптера. Използването на такава шейна – плъзгач, е особено пригодна при спасителни операции и оказване помощ при бедствия. При монтирането на понтони върху плазовете, хеликоптера може да се приводнява успешно.

Специализирани са устройствата за стартиране летящите бомби V-1 (Фау-1) (т. нар. катапулт Walter)  от времето на Втората световна война. Специализирани устройства се използват за стартиране на крилати ракети и др. Към тези устройства може да се причислят и тези за стартиране на летателни апарати със стартова количка. Така е организирано излитането на Месершмит 163. Me 163 Komet няма колесник, а стартова двуколесна количка , която след набирането на малка височина се откачва от самолета и пада на летателното поле. Приземяването става с плъзгането върху спусната хидравлична ска с дължина 1,8 m.

## Особености на устройствата за излитане и кацане
Според приетите системи, устройствата за излитане и кацане се характеризират с геометрични параметри задаващи мястото и разположението им. Основни определящи са масовия център на летателния апарат и разположението му спрямо главните строителни оси на апарата. От зададените основни геометрични параметри зависи отдалечеността на летателния апарат от земята при излитане и кацане. Този параметър определя и аеродинамичните характеристики на апарата, поради екраниращия ефект на земята. Тази близост силно влияе върху устойчивостта и натоварванията в тези фази на полета. 
Средствата за излитане и кацане на самолетите предопределят и начина на пилотиране на летателния апарат, както и особеностите при изпълнение на тези фази на полета. От друга страна предназначението на самолета и неговите аеродинамични характеристики определят и избора на устройствата за излитане и кацане като схема за транспорт на апарата по повърхността на земята.

### Триопорна схема с опашно колело
Триопорната схема с опашно колело или бекил, наричан още рило, в исторически план е първото техническо решение прието и масово използвано в летателните апарати. Разполага с колесник с две основни колела отпред, изнесени пред центъра на тежестта на самолета, и опашна опора в края. Така опашното колело, което носи около 10% от общото тегло,  има значително по-малки габарити от основните колелата на колесника. Такава форма и размери не влошава съществено аеродинамиката на самолета при обтичането на фюзелажа и не увеличава челното съпротивление. Опашното колело е свързано с вертикалния стабилизатор за управление на посока в хоризонталната равнина и осъществява управлението на самолета на земята. Това преместване при полет увеличава съпротивлението, което затруднява пилотирането, поради отклоняването от курса. Макар и да е по-евтино техническо решение, смята се че управлението на самолета е по-трудно при излитане и приземяване. Отдалечаването на задната опора от центъра на тежестта налага и специално обучение на пилотите, особено за изпълнението на фазата на полета приземяване. Това е от особена значение за витловите самолети, където доброто успешно приземяване е едновременното приземяване на трите опорни точки. С вирнатия нос на самолета се осигурява добър запас за проходимостта на въздушния винт и се предотвратява неговото аварийно удряне в земята или капотаж на самолета. Характерното за тези устройства е, че независимо от това дали е сгъваем или неприбираем основният колесник, опашното колело е неприбираемо.
Недостатъците на системата:
 – затрудненото кацане с по-висока скорост. В такива случаи се проявяват подскоци по полосата вследствие спускането на задната опора от теглото ѝ. Спускането на задната част на самолета увеличава ъгълът на атака на крилото, самолетът се издига, но поради намаляващата въздушна скорост се спуска отново с основните опори към полосата;
 – затруднен обзор при рулиране, засилване и при кацане;
 – влияние върху попътната устойчивост от опашното колело. 
Опашно колело се поставя и на някои съвременни самолети. То не се използва за излитане и приземяване. Такова фиксирано малко опашно колело има предназначение при нужда да защити задната част на фюзелажа. При излитане с голям ъгъл на атака на самолети с реактивни двигатели (като например тези с делта крила или със силно изразена стреловидност), това колело не позволява удар в опашката и не се допуска опашната част на самолета да се допре аварийно на полосата.  Примери за това са Me 163 Komet , и самолета Конкорд. 

### Триопорна схема с носово колело
Триопорната схема с носово колело е най-разпространената схема, която започва да се използва в самолетите през време на Втората световна война и до днес. Основният колесник, независимо от броя на колелата и конструкцията с конзолно монтирани колела или количка с колела, е разположен в зоната на центъра на тежестта и зад него по протежение на фюзелажа към опашката.  Носовото колело има товароспособност по-малко от 1/3 от общото тегло на летателния апарат и се използва за управление на самолета при рулиране. Системата за управление от пилотската кабина се осъществява с педалите или рула, като техническото решение е различно за конкретните машини.
Предимство на системата с предна опора:
 – подобрен обзор на пистата при рулиране, засилване и кацане;
 – подобрена попътна устойчивост, като основните стойки създават възстановяващ момент при отклонение от първоначалната посока на движение;
 – опростена техника на кацане – при допира на двете опори има тенденция за намаляване на ъгъла на атака и спускане на носа;
 – реактивната струя на газовете не разрушават пистата за излитане и кацане, защото не са насочени надолу;
 – намалена вероятност от преобръщане.
Недостатък:
 – утежнена предна опора поради по-голямата височина и усложнена система за управление. 

### Двуопорна система
Тази схема на колесника позволява да се разположи значителен товар близо до центъра на масата. Известна още като велосипедна схема, тя се прилага основно в самолети горноплощници и при самолети с вертикално излитане. По такава аеродинамична схема се конструират и произвеждат бомбардировачи и разузнавателни самолети. Макар предизвикано принудително, това решение има следните предимства:
 – използват се къси основни опори, с което се опростява конструкцията им;
 – улеснено излитане почти без намесата на пилота, поради удължаващата се предна опора или скъсяващата се задна опора, при което се увеличава ъгъла на атака.
Недостатъци:
 – необходимост от кацане едновременно на двете опори. Така се избягват значителните динамични натоварвания на предната опора.
 – сложна конструкция на предната опора поради значителното натоварване и наличието на механизъм за завиване;
 – попътна неустойчивост при употреба на спирачките на преден колесник. При положение че не се използват, значително се увеличава дистанцията на кацане.
 – усложняване и утежняване конструкцията на фюзелажа, наложено от силовата конструкция, която трябва да обезпечи голямото натоварване поради наличието само на две точки на закрепване на колесниците.

### Сгъваеми и неприбираеми колесници
В исторически план самолетите, произвеждани до началото на Втората световна война са с неприбираеми колесници. За подобрявяне на аеродинамиката, върху стойките са монтирани специални обтекатели на колелата и стойките. Примери за това са известният бомбардировач Junkers Ju 87 и бойния PZL.23 Karas полско производство. Въпреки мерките за подобряване на аеродинамиката, скоростта на самолетите не надхвърля 400 km/h. Съвременните нискоскоростни самолети за учебни цели, леките и свърхлеките самолети, мотогондолите на делтапланите обикновено са изпълнени по тази евтина конструктивна схема. Тази схема се използва и в леките многоцелеви граждански и служебни самолети като например Cessna 208 Caravan.
За изпълнение условията за намаляване челното съпротивление, подобряване аеродинамичните качества и увеличаване скоростта, за удовлетворителни характеристики за добра устойчивост, управляемост и икономичност по време на полет, в съвременните самолети колесникът се сгъва и прибира, за да се получи добра аеродинамично обтекаема форма.  Идеята за реализиране на прибиращ се колесник за пръв път е предложена от Алфонс Пено (Alphonse Pénaud) и Пол Гошо (Paul Gauchot) през 1876 г.  Поради сложността на механизма такава схема не е използвана до края на Първата световна война. Подвижната ходова част на летателния апарат е значително по-сложна за изпълнение, изисква разработката на нови кинематични схеми и нов тип надеждни хидравлични, пневматични и електрически системи, увеличава теглото на самолета и намалява обемите, които може да се използват за пренос на горива, граждански или военен товар. По тези причина, независимо от влошаването на аеродинамичните показатели, авиоконструкторите до началото на 40-те години на ХХ век използват неприбираеми колесници, на които се поставят подходящи обтекатели за намаляване на челното съпротивление.
Прибирането на колесниците намалява полезния обем на самолета, защото заемат обеми във фюзелажа, крилата или мотогондолите. Това показва, че решението за прибираемите колесници е технически компромис, насочен към повишаването на експлоатационната ефективност и боеспособност на летателния апарат, независимо от въвеждането на нови по-скъпи системи с висока степен на сложност и здравина. Основно се прилагат две системи:
- полуприбираща система – стойките се сгъват от механична система до скриване стойките и половината от колелата. Така че извън корпуса на самолета на въздушния поток е подложено само част от колелото с големината на неговия радиус. Полуприбиращата система е особено полезна при аварийно приземяване „по корем“, като защитава по-добре фюзелажа на самолета. Такава система се използва в самолетите Лаз-7 и DC-3.

- R4D (DC-3) със система за полуприбран колесник
- B-17C със система за полуприбран колесник в мотогондолите
- А-10 thunderbolt 2 със система за полуприбран колесник
- Състояние на прибран колесник на Боинг 737
- Състояние на прибран колесник на изтребителя Curtiss 87A Kittyhawk

- прибираща система – стойките и колелата се прибират в корпуса, мотогондолите или крилата и може напълно или частично да се покрият с обтекателни повърхнини. При двумоторни самолети обикновено използваната схема е колесника да се поставя и съхранява по време на полет в мотогондолите, както е реализирано това в Heinkel He 219 Uhu и в Junkers Ju 88. Конструктивно спускането се реализира с преместване на колесника на 900 спрямо първоначалното му положение. Носовите колесници се прибират във фюзелажа, като за различните самолети се реализира преместване напред или назад под ъгъл 900. Пример за прибрани, но не покрити колела с повърхнини подобряващи аеродинамиката са Curtiss P-40 Warhawk и Боинг 737.

За да се обезпечи надеждно прибиране или особено спускане на колесника и за да се предотврати отказ на системата, обикновено има няколко независими една от друга резервиращи системи, независимо от това дали задвижването на системата за прибиране се осъществява с електрически средства или е с хидравлично задвижване. При други самолети ръчното задвижване е основното и единствено, каквато е системата на учебно-тренировъчния самолет Лаз-7. Ако електроенергийната система например е повредена, аварийно спускане на колесника винаги е възможно. Осъществява се с ръчно задвижване с манивела на червяк за спускане или прибиране на колесника или с хидравлична помпа. В големите транспортни самолети се поставя и аварийна пневматична система задвижвана от азот. Отключването на системите за фиксиране на прибрания колесник позволява и до успешно спускане на колесника под действие на собственото му тегло при подходящо управление на летателния апарат от пилота.
Към прибиращите системи се поставят високонадеждни заключващи системи за обезпечаване на състоянието прибран или спуснат колесник. Ключалките използват обикновено механичен принцип на работа и заключването са осъществява когато колесника заеме съответното положение – „прибран“ или „спуснат“. Контрол за състоянието на колесника се следи от пилота чрез сигнални лампи с различен цвят на пулта за управление.

### Безопасност и компромиси
Основните схеми в конструкцията на устройствата за излитане и кацане се прилагат във всички летателни апарати. И макар да използват една принципна схема, в сложността си тези системи много се различават. Основен фактор при техническия избор на тези устройства са теглото на летателния апарат, скоростта му за излитане и кацане и видът на площадката ползвана за това, полетна скорост и производствената цена на апарата. Леките и ултралеките самолети за граждански цели или такива построени от любители, делтапланерите и др., използват възможно най-простите конструктивни решения. Въпреки това за безопасност при ползване са създадени задължителни норми, които трябва да гарантират безаварийност при експлоатацията им. Например задължително изискване към основните и носовите опори на любителските конструкции е да имат диаметър на колелото по-голям от 30 cm, устройството да обезпечава просвет повече от 15 cm за проходимост на въздушния винт, устройството за излитане и кацане да се оразмери за кацане с вертикална скорост по-голяма от 2,5 m/s.  Спортните самолети, макар и да спадат към категорията на леките, поради по-високата скорост и високи изисквания за маневреност, имат изчистена аеродинамика и усложнена схема с прибираеми колесници, така както се реализират летателните апарати за военни цели и граждански транспорт. Независимо от избраната схема, техническата конструкция и материалите за изграждането ѝ, оразмеряването на устройството за излитане и кацане трябва винаги надеждно да обезпечи пълна безопасност при експлоатация на летателния апарат във всички фази на полета.
- Колесник на лек любителски автожир
- Популярна конструкция на колесник на леки самолети и любителски конструкции
- Колесник на мотогондолата на ултралек самолет
- Мотоделтапланер
- Колесници на военния A400M (експонат)

## Компановка на колесника

### Основни параметри
Основните геометрични характеристики на двата вида най-често използвани колесници с опашна и носова опора са:
- Ъгъл на надлъжно изнасяне на основните опори – γ. Определя се между перпендикуляра спуснат от центъра на масата на самолета и колелата на колесника. За леки самолети с опашна опора γ= 27 – 310 в посока носа на самолета, т.е. опората е изнесена пред центъра на масата. При самолетите с носово опорно колело този ъгъл се определя към опашката на самолета – т.е. опорите са разположени назад зад центъра на масата;[26]
- Ъгъл на напречно изнасяне на основните опори ε. Определя се от надлъжната перпендикулярна равнина прекарана през средата на самолета и основната опора. Колкото е по-голям този ъгъл, толкова по-широка е ширината на следата на колесника.
- Максимален ъгъл на напречен наклон при кацане ε1 и ε2. Това е ъгълът между равнината на летателната полоса в допирната точка на колесника и най-ниската част от мотогондолата, разположена на центроплана след опората, или края на крилото. Този ъгъл определя максималния крен при кацане на самолета, без да настъпи авиационен инцидент.
- Височина Н. Определя се от повърхността на летателното поле и най-ниската точка от повърхността на фюзелажа или крилата (при долноплощник) до полосата. Тук трябва да се има предвид и разстоянието от края на въздушния винт до земната повърхност, което трябва да е по-голямо от 150 – 200 mm (за леки и свърхлеки самолети)[26] и зависи от покритието на площадката за излитане и кацане;

- Надлъжна база – b. Разстоянието между основната опора и опашната опора или носовото колело;
- Ширина на следата (коловоз) – В е разстоянието между основните опори измерено по напречната ос на летателния апарат;[27]
- Ъгъл φ между полосата и опашното опорно колело при излитане или безопасния ъгъл при кацане между хоризонтална равнина и опашката на самолета при опорно колело в носа на самолета;[27]
- Ъгъл на кацане αкац на самолет с носова опора се определя от критичния ъгъл на атака на крилото намален с Δα= 2 – 30. Това обезпечава успешно парашутиране и намаляване скоростта на самолета при кацане без да има опасност от аварийно опиране на опашката на самолета. [26]

### Основни конструктивни елементи на колесника

#### Стойка
Това е основен опорен елемент, който предава силите възникващи в летателния апарат от теглото му и скоростта на движение в две посоки от гумата към силовите елементи в тялото и обратно. За погасяване на ударите върху конструкцията на стойките, тези елементи се изпълняват и като амортизатори.
Конструктивно стойките се различават по няколко основни признака – кинематична схема за вдигане и спускане, амортизатора и неговото вграждане или закрепване към стойката, начина на закрепване на колелата към стойките, закрепването на сложната система на количките с колела.
- Закрепване на колелата. Закрепването се осъществява чрез вилка, полувилка и чрез конзола. Всяко от тези технически решения има предимства и недостатъци.[29]

-Вилката позволява реализирането на стойка с по-голяма височина и по-малки напречни размери, но и по-сложно обслужване при монтажа и демонтажа на колелото.
-Полувилката има по-малки напречни размери и удобство на достъп до колелото за ремонт, но поради натоварването и опасност от огъване, нейната маса е увеличена.
-Конзолното закрепване позволява по-голяма дължина на амортизатора, вграден в стойката. Закрепването на колелата може да бъде едностранно и двустранно. При използване на първата схема се намалява броя на колелата и общия габарит на стойката, но конзолата е подложена на голямо натоварване на огъване. Двустранното конзолно закрепване на колела е по-благоприятно за конструкцията – равномерно са натоварва конзолата, като с това се подобрява работата на стойката и позволява по-голямо натоварване при равномерно натоварване на полосата. Увеличаването на броя на колелата на една стойка подобрява спирачното действие на колесника и при спукване на една гума може да се избегне тежък авиационен инцидент. 
-Количка. Използването на повече от две колела на една конзола усложнява и намалява ефективността на работата на спирачната система. Затова се използват колички, свързани шарнирно към стойката.
- Закрепване на носово колело чрез вилка
- Закрепване на колело чрез полувилка
- Едностранно конзолно закрепване
- Двустранно конзолно закрепване на колело
- Количка на стойка на Boeing-777-300
- Количка на А330-203MRTT. Вижда се сложната кинематична схема

- Свързване на амортизатора. Свързването на амортизатора към стойката се извършва с две основни схеми – телескопична и лостова.

-Телескопичната стойка се характеризира с непосредственото закрепване на колелата върху амортизатора и амортизира натоварванията само по посока на нейната ос. Недостатък на стойката е, че при други натоварвания – челни и усукващи, амортизаторът не се свива. За подобряване натоварването и устойчивостта се използват напречни и надлъжни стойки и двузвенен механизъм за връзка със стойката.
-Лостовата схема  на свързване на амортизатора позволяват натоварванията, действащи в равнината на колелото да предизвикат завъртане на лоста с прикрепеното към него колело и амортизатора да отработи действащото ударно натоварване под ъгъл спрямо оста на стойката. Стойките може да се реализират с изнесен амортизатор или с вътрешен амортизатор. И двете конструкции имат предимство и недостатъци. Основен недостатък е в по-сложната конструкция в сравнение с телескопичните стойки и по-големи размери и тегло. Стойките с изнесен амортизатор позволяват по-високо налягане в цилиндрите, поради това, че амортизаторът е натоварен със силите действащи по неговата ос. Тази конструкция технически се обслужва по-лесно, но има по-големи напречни габарити от компактната в това отношение лостова система с вътрешен амортизатор. Приложение за основни стойки намират и двата типа, но за предни носови опори се използват предимно стойки с вътрешен амортизатор, защото позволяват по-просто ориентиране на колелото спрямо вертикалната ос. 
- Стойка реализирана по телескопична схема на свързване на амортизатора
- Стойка с лостова схема на свързване с вътрешен амортизатор на Mirage III-R
- Стойка свързана по лостова схема с изнесен амортизатор
- Кинематична система на носово колело – музеен експонат

- Кинематични схеми за вдигане и спускане на колесника. Кинематичните схеми конструктивно се създават за конкретната конструкция на планера. Изискването към устройствата е да се осигури прибирането в ниши, без да се прекъсват основни силови елементи или такива от автоматиката на управляващите системи. Кинематичната схема за колесника съдържа надеждно свързани механизми и хидравлични или други управляващи елементи, създаващи силовата конструкция, която трябва да обезпечи работа при тежки условия и високи натоварвания. Постигането на тези условия и по-проста кинематична схема обикновено води до увеличаване теглото на колесника. [30]

#### Колело
Колелото е основният опорен елемент на колесника, с който се осъществява контакта със земната повърхност. Изпълнява основно функциите за придвижване, спиране и управление на летателния апарат. Състои се от гума, барабан, лагеруващ в закрепена неподвижно ос с вилки или конзоли на стойките и спирачка. 
Първите използвани колела в летателните апарати са изградени с капли, спици и гуми с малко напречно сечение, т.е. използвани са колелата в транспортните средства от началото на ХХ век. Към края на Първата световна война се произвеждат целометалически неразглобяеми джанти. С увеличаването на теглото и скоростта на движение на летателните апарати, и вграждането на мощни спирачни системи, колелото се изгражда от барабани от леки алуминиеви сплави с монтирани балонни гуми.
-Гума. Особено важен компонент на колелото е авиационната гума. Тя работи при изключително тежки условия в режим на излитане и кацане. Спукването в един от двата режима на гума, може да доведе до тежък авиационен инцидент. Броят на самолетните гуми, необходими за една конструкция на самолет, се определя от статичното натоварване въз основа на брутното му тегло и в значителна степен от експлоатационните условия. Тук много важни показатели са покритието на летателното поле, неговата товароносимост, скоростите на рулиране, излитане и кацане, както и ефективността на спирачките и спирачния път при кацане. Всичко това трябва да се има в предвид, когато трябва да се прави и компромис за минимален размер и тегло и не може да се прави компромис със сигурността. Авиационната гума трябва да обезпечава намален натиск върху покритието на летателното поле, като се удовлетворява изискването да имат голяма контактна повърхност т.е. гумите да са „балонни“.
Използват се два типа гуми – диагонални и радиални. Тези названия са свързани с направлението на нишките, които са основния силов елемент изграждащ структурата на гумата. Радиалните гуми са по-подходящи поради по-ниското тегло, по-добрата износоустойчивост и по-високата надеждност. Недопустимо е влагането в колесниците на гуми от двата вида, освен ако това изрично не е указано. Задължително условие е всички гуми да са с еднакво налягане, съгласно предписанието, и това е една от задължителните предполетни проверки. В тежките самолети напомпването на гумите се прави с компресиран в бутилки азот.
-Барабан. Барабанът на колелото се монтира върху оста на вилката или конзолата на стойката и чрез лагерите, монтирани в него, осигурява въртенето на колелото. Към барабана се закрепва подвижната част на спирачката. Конструкцията му трябва да обезпечи надеждно легло за вътрешната гума при камерни гуми или добра херметичност при безкамерните гуми. С оглед по-лесното обслужване на колелото, съвременните барабани се изпълняват разглобяеми на две половини свързани с болтове или си използва допълнителен пръстен. Изработват се от алуминиеви сплави за намаляване общото тегло на колесника и трябва да обезпечат нормална работа без деформации при работна температура до около 120 – 1300С. 
-Спирачна система. Спирачките имат основно предназначение познато и от другите транспортни средства. При летателните апарати поради по-високата скорост при приземяване и значителна маса, кинетичната енергия, която трябва да се разсее е значителна. Това определя и нейната конструкция. Когато не се използват въздушни спирачки, реверс на двигателите и спирачни парашути, спирачната система трябва да обезпечи разсейването на 60 – 80% от енергията на движещия се летателен апарат. При използването и на други спирачни средства, разсейваната енергия от спирачките може да се намали до 30 – 40%. 
 – Първи тип са челюстните спирачки, използвани при автомобилите. Барабанът обхваща неподвижно закрепените към оста челюсти с фрикционен материал – накладки. При разтварянето си те се допират до барабана и създават триещ момент, в което се заключава спирачното им действие. Недостатък на системата е наравномерното износване на накладките, износването на спирачната повърхност на барабана, както и разширението му при загряване с което се намалява спирачната ефективност.
 – Вторият тип са камерните спирачки. Те задействат спирачните накладки чрез еластична камера, която при подаване на въздух и ли хидравлично масло се разширява и притиска спирачните накладки към спирачния барабан на колелото. Камерата се изработва от синтетичен материал и се защитава от отделената топлина чрез стоманена пластина.
 – Третият тип спирачна система са дисковите спирачки и са най-масово употребяваните. В зависимост от броя на спирачните дискове, спирачките от този тип биват с един диск и многодискови. Еднодисковите са закрепени към барабана и с помощта на хидроцилиндър накладките се задействат за осъществяването на спирачния момент. Използват се в леки самолети и хеликоптери, където спирането не е така интензивно. Спирачното действие е ефективно и произтича от конструкцията на дисковата спирачка, която се охлажда интензивно, тъй като много малък сегмент от диска се покрива от дисковите накладки. Многодисковите реализират голям спирачен момент. Конструктивно това се реализира като няколко спирачни диска са закрепени към барабана и толкова плюс един притискателни диска са закрепени към оста на колесника. Задействането се осъществява от няколко хидравлични цилиндъра, които се преместват аксиално, упражняват равномерен натиск и триене между пакета от двойки дискове. Дисковете се изработват от стомана или чугун и имат работна температура до 500 – 6000С. Нови конструкции дискове от въглерод и берилий позволяват достигане на работна температура от 800 – 9000С и са значително по-леки от стоманените. 
 – Освен спирачките, монтирани на колесния барабан, към групата на приспособленията с мощно спирачно действие при кацане, е използването на парашути при приземяване върху сравнително къси летателни полоси. Пример за това е вградената парашутна система на Ту-104. За излитане и кацане от късите полоси на самолетонасачите се използват и други средства. Особено тежък е режима на кацането на самолетоносач за скоростните реактивни самолети като например Mc Donnell Douglds F/A-18 Hornet.  Освен колесника при кацане, от края на фюзелажа е прибавена и се спуска спирачна опашна кука, която се закачва за спирачно телено въже. Въпреки мощната силова конструкция на самолета, поради претоварванията и опасност от уморното натоварване на летателния апарат, ресурсът на този самолет не е голям и се ограничава в две хиляди излитания и кацания.

#### Амортизатор
Основните му функции са да поеме и разсее компонентата на кинетичната енергия в резултат на вертикалната скорост при кацане. Тази функция го определя като задължителен елемент за всеки колесник и неговата конструкция, качества за еластичност и възможности за демпфиране се определят за конкретния летателен апарат. Амортизаторът трябва да има едновременно еластични и демпфиращи свойства. С тези си качества неговите еластични качества не позволяват деформиране на конструкцията на планера, а демпфиращите свойства на амортизатора защитава конструкцията от продължителни вертикални трептения. Амортизаторът често се използва и като основен опорен елемент на колесника като съвместява и носещите функции на стойките. Използват се пружинни и течно-газови амортизатори.
-Пружинните амортизатори се изпълняват от листови или винтови пружини. Тяхната ефективност е ниска – достига до 50%. Простотата и евтината конструкция е причината да се използват предимно в леки въздухоплавателни средства. Подобен сводест колесник реализиран с ударопоглъщащ амортизатор от листова стомана е поставен на Cessna 165. 
-Гумени амортизатори. Намират приложение в леките самолети и имат ефективност до 60%. Имат способност да разсейва повече енергия отколкото пружинните. Реализира се с гумени дискове които работят на натиск, като се монтират директно на стойката или в специално оформен цилиндър.
-Течно-газови амортизатори. Този тип амортизатори са най-масово използваните при тежките самолети и се вграждат в голяма част от леките летателни апарати. Популярността за приложението на това устройство са високата му ефективност, достигаща до 80 – 90%, несложната конструкция и възможността за точно регулиране до постигане на необходимите работни характеристики. Разработените газови амортизатори са ударопоглъщащи устройства за сметка на свиването на газа в цилиндър от бутало, задействано от стеблото на амортизатора. Недостатък на тази конструкция е, че не се разсейва енергия, поради липсата на хистерезис в неговата работна диаграма. 
Разработен е и намира приложение т. нар. хидравличен демпфер – амортизатор с използването на течност, където практически се приема че течността е несвиваема. Поглъщането на енергията на силите действащи върху пръта на амортизатора става чрез изтичането на течността през диафрагма на преграда в цилиндъра в резултат от налягането осъществявано от системата прът-бутало. В този амортизатор цикълът свиване-разтягане се реализира с правия и обратен ход на буталото и хистерезисната крива на действие показва разсейването на енергията.
Комбинирането на газовия амортизатор и хидравличния демпфер е затворена система която използва принципа на двата по-горе дадени амортизатори. Използва се в едната камера сух въздух или азот, а в другата хидравлично масло. Разработени са амортизатори с различна сложност и с по-добрите си работни характеристики са масово използвани. 
Течните амортизатори са с конструкция подобна на течно-газовите амортизатори, на вместо газ като свиваем флуид се използва течността на демпфера. Този тип амортизатори използват масла на силиконова основа. При тази конструкция може да се достигне налягане до 300 МРа, което е пречка при изработването, поради високите изисквания към уплътненията и здравината на конструкцията на цилиндъра.

#### Надлъжната и напречна стойка
Тези стойки са елементи осигуряващи основната стойка. Заедно с основната стойка те създават пространствена фермено-гредова конструкция. С това основната стойка е по-устойчива като се поемат и намаляват огъващия момент и натоварванията в надлъжна и напречна посока. Двете стойки се свързват шарнирно с основната стойка.

#### Ключалки
Ключалките са механични елементи които се използват за фиксиране на състоянието на спуснатия или прибрания колесник. Това обикновено се реализира автоматично с механичен принцип на работа. Отключването се извършва с механично задвижване или с хидроцилиндър, като това е част от последователността по процеса на прибиране или спускане на колесника. Изискването към заключващите елементи е надеждно да задържат състоянието на колесника в двете възможни състояния. Състоянието на заключващата система се контролира чрез светлинна индикация на пулта в пилотската кабина. 

#### Хидроцилиндри
Хидроцилиндрите са технически средства, задвижвани от хидравличната система на летателния апарат, за вдигане и спускане на колесника. За осигуряване на надеждно спускане на колесника системата се резервира с възможност за механично спускане или с отключването на ключалката за прибрано положение при което колесниците се спускат под напора на вятъра и собственото си тегло.

#### Количка
Количката е техническо решение за колесника, което се използва за увеличаване броя на осите с монтирани колела върху една стойка. Количката трябва да обезпечи преразпределение на натоварването, което усложнява конструкцията с механизми за натоварването на различните оси. При кацане количката може да е в хоризонтално положение или да са спуснати задните колела по посоката на движение. Във втория случай развъртането на задните колела става преди предните и това намалява действието на т. нар. „пружинен удар“.
Най-важното условие е върху количката да действат равни по големина сили върху предната и задната ос. Затова конструктивно двете оси се поставят на еднакви разстояния от оста на стойката. За изпълнение на условията за работа на количките се поставят компенсационни механизми и стабилизиращи амортизатори.

#### Механизъм за завиване
Механизмът осигурява управлението на летателния апарат върху земната повърхност чрез промяна на ъгъла на завиване на опашното или носовото колело. Механизмът позволява при някои модели промяна на ъгъла до 600, което прави летателния апарат много маневрен на земята. Системата за управление при леките самолети е по-проста и се задвижва механично. При по-тежките самолети завъртането на управляемата стойка се извършва с пневматично или хидравлично управляема автоматика.

#### Опорни възли
Това са силовите елементи в планера, в които се закрепва колесника. Свързването на напречните и надлъжните стойки е шарнирно. С оглед защита на основната конструкция на планера, в някои модели самолети тези възли се разрушават при много грубо или аварийно кацане. По този начин като предпазители, разрушаването на опорните възли предпазват от разрушаване останалата част от конструкцията. 

### Натоварване на колесника
Изборът на броя на колелата, гумите и конструкцията на основния колесник се прави въз основа на тяхното статично натоварване. Натоварването на системата стойка, колело, гума се определя от максималното общо тегло и зависи от центровката на самолета. Центровката на самолета се променя в някакви граници и се определя от разнообразието при поставяне на товарите – различни по количество и тегло, количество гориво и броя и разположението на пътуващите в салона на самолета. Това налага и при двете основни схеми с носово и опашно колело да се определя максималната сила действаща върху основните и допълнителната стойка. Максималната сила действаща върху основните стойки се определя с: 
{\displaystyle P_{\text{max1}}={\frac {G_{\text{max}}}{v}}.{\frac {{b}-e_{\text{min}}}{b}}}, където
{\displaystyle P_{\text{max1}}} е максималната сила върху всяка от основните стойки;
{\displaystyle {G_{\text{max}}}} е максималната маса (тегло) на летателния апарат;
{\displaystyle {v}} е броя на основните стойки;
{\displaystyle {b}} е разстоянието между основните и допълнителни стойки;
{\displaystyle e_{\text{min}}} е разстоянието между предния център на тежестта и основния колесник при летателни апарати с опашно колело или разстоянието между задния център на тежестта и основния колесник при самолети с носово колело.
Максималната сила действаща върху допълнителната стойка се определя с:
{\displaystyle P_{\text{max2}}={G_{\text{max}}}.{\frac {{b}-a_{\text{min}}}{b}}}
Минималната сила е
{\displaystyle P_{\text{min2}}={G_{\text{max}}}.{\frac {{b}-a_{\text{max}}}{b}}}, където
{\displaystyle P_{\text{max2}}} е максималната сила върху допълнителния колесник;
{\displaystyle P_{\text{min2}}} е минималната сила върху допълнителния колесник;
{\displaystyle a_{\text{min}}} е разстоянието между задния център на тежестта и опашното колело или предния център на тежестта и носовото колело;
{\displaystyle a_{\text{max}}} е разстоянието между предния център на тежестта и опашното колело или задния център на тежестта и носовото колело.
Конструктивно се залагат условия максималните и минималните сили действащи на допълнителната стойка да се определят при спазване на условието:
0,2 {\displaystyle {G_{\text{max}}}} >{\displaystyle P_{\text{max2}}} >{\displaystyle P_{\text{min2}}} > 0,06{\displaystyle {G_{\text{max}}}}
Работният режим на стойките, барабаните и гумите е по-тежък от този при статично натоварване, макар той да е основният определящ. Натоварването при кацане се определя от възможността на системата да поеме и разсее вертикалната компонента на възникналата кинетична енергия. Определящи фактори са вертикалната скорост за кацане, но силно влияят метеорологичните условия, опита на пилота и състоянието на летателния апарат (позволяващо нормални работни режими или състояние предизвикано от аварийна ситуация). По време на кацането се деформират амортизаторите и гумите. Амортизационната ефективност на тези два елемента е от важно значение за експлоатацията на летателния апарат, затова за различните апарати се приемат различни параметри за претоварване. Прието е нормирането на това претоварване да бъде оразмерено с коефициент:
 – за тежки самолети – от 0,75 до 1,5;
 – за малки самолети – 3,0
 – за някои изтребители да достига до – 5,0.
Якостните норми при кацане задължително отчитат и един друг важен фактор наричан „пружинен ефект“. Това е деформирането на стойките при докосване на земята от колелата. Силата на триене е много голяма, поради това че колелото е в покой и развъртането му до въздушната скорост на летателния апарат в този момент, се определя от силата на натиска и коефициента на триене с летателната полоса. Посоката на мощния удар при съприкосновение със земята е насочен под ъгъл 450 назад и нагоре.
Значителни натоварвания има и в режим на спиране, както и в резултат на странични натоварвания при завой на летателното поле. Движението с малка скорост по земята поради неравност също натоварва цялата система, като възникналите сили се преодоляват с демпфащите качества на гумата и амортизатора. 

## Аварии с устройствата за излитане и кацане
Технически неизправности, повреди в системите на самолета, повреди при участие във военни действия или човешки грешки, свързани с прибиращия се колесник, са причина за произшествия и инциденти в цялата историята на авиацията. Отвличане на вниманието или неспазване инструкциите за управление при кацане, например с висока скорост, също са причина и за аварии дори и при изправни колесници.
Причина за честите инциденти може да бъде и реализирано техническо решение на самолетната конструкция, което изисква много висока професионална квалификация и не отчита голямото различие в летателната подготовка на пилотите. Такъв пример е плъзгача – шина за кацане на ракетния прехващач Messerschmitt ME 163 от Втората световна война. Около 80% от загубите на този изтребител се дължат на злополуки от експлодиране във въздуха по причина на реактивния двигател, или от удара на шината в земята. 
Приземяването с повреден колесник може да бъде авиационен инцидент или тежко авиационно произшествие. В такива случаи се прилагат аварийни кацания по т. нар. кацания по „корем“. Във всички случаи на аварийно приземяване се нанасят големи материални щети, независимо от степента на разрушаване на летателния апарат. За намаляване щетите при принудително аварийно кацане се прилага в конструкцията на колесника системата за полуприбран колесник. Това е конструкция, при която в мотогондолата или фюзелажа се прибира колесника и само част от колелото. За обтичане от въздушната струя извън габаритите на летателния апарат остава част от колело с големината на неговия радиус. Такава схема е използвана в учебно-тренировъчния Лаз-7, самолета за граждански пътнически полети DC-3, бомбардировача B-17C и щурмовия самолет Феърчайлд A-10 Тъндърболт II. В други модели самолети са добавят твърди структури в конструкцията на долната част на фюзелажа, предназначени да се сведе до минимум структурната повреда в колесниците и фюзелажа при кацане. Такъв пример е доработката на Cessna Skymaster за специални цели с фибростъкло по протежение на фюзелажа за намаляване на щетите при аварийно кацане на затревено летателно поле.
Не винаги отказа в системата засяга всички колесници. Възможно е чрез задействане на аварийни дублиращи системи и опита на пилота да се спусне успешно системата на колесниците. Такъв е случая с правителствения самолет Ту-154 с Президента Георги Първанов при посещението в Латинска Америка. Има успешни приземявания с неспуснат един колесник от основните или носов колесник. В такива случаи майсторството на пилота е от изключително значение.
Авиационни произшествия настъпват и при изправна механична система на колесника, но при спукаване на гума. Работният режим при излитане и кацане за самолетните гуми е изключително тежък. Огромните претоварвания, прегряване и чистотата на летателното поле и пистата понякога са причина за тежки аварии. Гибелта на самолета Конкорд на парижкото летище се дължи на срязване на гума от наличието на метален къс на пистата. Има регистрирани случаи на запалване на гуми при излитане, и за да не се запали летателния апарат, се вгражда противопожарна инсталация в нишите за съхранение на колесниците.